# Carl Friedrich Behrens

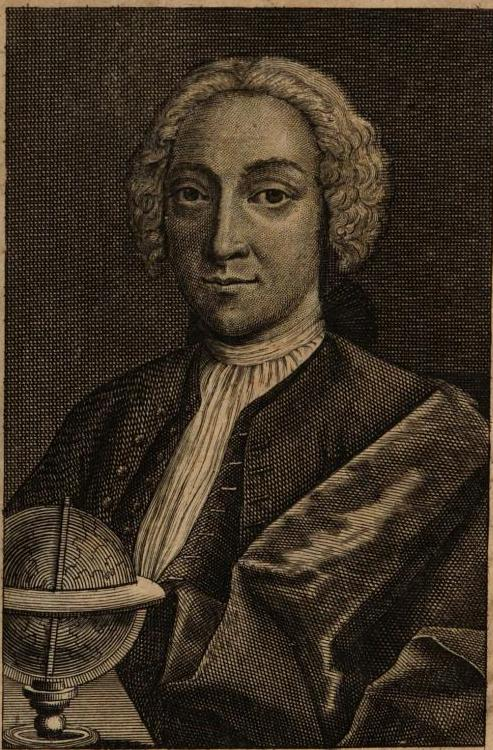
Carl Friedrich Behrens

Carl Friedrich Behrens (* 1701 in Rostock; † 1750) war ein deutscher Entdecker und Seefahrer.

Karte der Osterinsel

## Leben
Der damals 21 Jahre alte Rostocker betrat am 9. April 1722 als erster Europäer die Osterinsel. Der mecklenburgische Korporal gehörte zur Besatzung des holländischen Admirals Jakob Roggeveen, der mit drei Schiffen im Auftrag der Niederländischen Westindien-Kompanie auf der Suche nach dem Südkontinent am Ostersonntag, dem 5. April 1722 die polynesische Insel Rapa Nui entdeckte, die er „Paasch Eylandt“ (Osterinsel) nannte. Roggeveen selbst, zum Zeitpunkt der Expedition bereits über 60 Jahre alt, setzte nie einen Fuß auf die Osterinsel. 1735 erschien die in Leipzig verlegte Reisebeschreibung von Carl Friedrich Behrens, die zwei Jahre später erneut aufgelegt wurde. Sie wurde auch in französischer Sprache veröffentlicht und war damals ein erfolgreich verkauftes Buch.

## Schriften
- Der wohlversuchte Südländer. Das ist: ausführliche Reisebeschreibung um die Welt, worinnen von denen Canarischen- und Saltz-Insuln, Brasilien, der Straß Magellanus und Lamer-Küste, Chili, und neu-entdeckten Insuln gegen Süden, Deßgleichen von den Moluckischen Insuln und verschiedenen Plätzen in Asia und Africa, als auch ihren Inwohnern, Lebens-Art, Policey, Handel Wandel und Gottesdienst gehandelt wird. Johann Georg Monath, Leipzig 1738. (Digitalisat bei der SLUB Dresden)
  - Nachdruck unter dem Titel: Der wohlversuchte Südländer – Reise um die Welt 1721/22. Brockhaus, Leipzig 1923.
- Histoire de l’Expédition de trios vaisseaux, enyoyés par la Compagnie des Indes occidentals des Provinces unies aux Terres Australes, en 1721. 2 Bände, La Haye 1739 (Digitalisat bei der Bayerischen Staatsbibliothek)